# Stazione di Rokuhara
La stazione di Rokuhara (六原駅?, Rokuhara-eki) è una stazione ferroviaria situata nella cittadina di Kanegasaki, nella prefettura di Iwate, ed è servita dalla linea principale Tōhoku della JR East.

## Linee ferroviarie
East Japan Railway Company
■ Linea principale Tōhoku

## Struttura
La stazione è costituita da un marciapiede laterale e uno a isola collegati da sovrappassaggio con due binari passanti.
| 1 | ■ Linea principale Tōhoku | per Kitakami e Morioka    |
| 2 | Binario di servizio       |                           |
| 2 | ■ Linea principale Tōhoku | per Mizusawa e Ichinoseki |

## Stazioni adiacenti
| «                            | Servizio                | »                       |
| Linea principale Tōhoku      | Linea principale Tōhoku | Linea principale Tōhoku |
| ---------------------------- | ----------------------- | ----------------------- |
| Kanegasaki                   | Locale                  | Kitakami                |
| Il rapido "Aterui" non ferma |                         |                         |